# Amerikai vízispániel
Az amerikai vízispániel (American water spaniel) egy spániel, amely az Amerikai Egyesült Államokból származik. Közepes méretű, életerős kutya. Elsősorban vízi vadászatra tenyésztették ki, de családi kutyaként is tartható.

## Eredete
Származási országa az Amerikai Egyesült Államok. A vízispániel Wisconsin állam hivatalos kutyája. Ősei egykoron az Egyesült Királyságból és Írországból származhatnak. Lehetséges felmenői a mezei spániel, az óangol vízispániel és a az ír vízispániel lehetnek. Az 1920-as évek környékén tenyészthették ki. 1940-ben ismerték el fajtatiszta kutyaként.

## Általános megjelenése
Közepes termetű, feje a spánielekéhez hasonlítható. Lelógó fülei vannak. Háta kiegyensúlyozott, tartós. Lábai jó csontozatúak. Szeme barnás színű. Szőrzete dús, fodros, így védi a víztől.
- Testtömeg: kan: 13,5 - 20,5 kg, szuka: 11,5 – 18 kg
- Marmagasság: 38–46 cm

Megbízhatóan kereső, jól úszó kutya. Barátságos természetű eb, ezért családi kutyaként is tartható. Jól tanítható. Vemhessége 60-64 napig tart.

## Ápolása
Ápolása normál erőfeszítést igényel. Szőrének vágása szükséges lehet. Három-négy hetente kell fürdetni. A füleket és a szemét rendszeresen tisztítani kell. Bizonyos időközönként hasznos lehet a körömvágás is.

## Életformája
Idegenbarát kutya, átlagosan viselkedik más háziállatokkal. Gyerekbarát, szereti, ha gyerekek veszik körül. A macskákkal átlagosan viselkedik, kis lépésekkel hozzászoktatható a cicához. Más kutyákkal viszont nem jön ki jól. Időseknek, kezdő gazdáknak ideális választás lehet.

## Betegségei
Egészségügyi szempontból átlagos kutyafajta, de vannak fajtajellegű betegségei:
- Szürkehályog
- Epilepszia
- Allergia
- Degeneratív myelopathia
- Kétsoros pillaszőrök
- Szívbetegségek
- Csípőízületi diszplázia
- Kéthegyű billentyű elégtelenség
- Retina diszplázia
- Progresszív retina atrófia

Egy, másfél évente teljes körű vizsgálatra kell vinni.